# Гульченко, Александр Никитович
Александр Никитович Гульченко (23 февраля 1924 — 16 августа 2021) — советский хозяйственный, государственный и партийный деятель.

## Биография
Родился в 1924 году. Член ВКП(б) с 1947 года.
С 1942 года — на хозяйственной, общественной и политической работе.
В 1942—1999 гг. — участник Великой Отечественной и советско-японской войн, в РККА, на ответственных должностях в рыбной отрасли:
- первый секретарь Первомайского райкома КПСС,
- 2-й секретарь Приморского краевого комитета КПСС,
- заместитель Министра рыбного хозяйства СССР,
- президент АО «Техол».

Избирался депутатом Верховного Совета РСФСР 8-го созыва.